# 全国高等学校野球選手権北奥羽大会
全国高等学校野球選手権大会北奥羽大会（ぜんこくこうとうがっこうやきゅうせんしゅけんたいかいきたおうたいかい）は、1959年（第41回）から1972年（第54回）まで行われていた全国高等学校野球選手権大会の青森県および岩手県を対象とした地方大会である。

## 概要
青森県と岩手県は1958年（第40回）までは、秋田県ともに奥羽大会として3県で代表を争っていたが、秋田県が山形県と統合されて西奥羽大会に移行したため、2県は新たに北奥羽大会として2県で争われることとなった。1973年（第55回）から岩手県は1県1代表制に移行、青森県は秋田県と再び統合されて奥羽大会が復活したため、1972年（第54回）を最後に消滅した。通算成績は6勝6敗の五分だった。

## 大会結果
| 年度（大会）         | 優勝校（代表校）     | 決勝スコア | 準優勝校         |
| -------------------- | -------------------- | ---------- | ---------------- |
| 1959年（第41回大会） | 宮古（岩手）         | 3 - 2      | 八戸（青森）     |
| 1960年（第42回大会） | 青森（青森）         | 1 - 0      | 一関一（岩手）   |
| 1961年（第43回大会） | 福岡（岩手）         | 9 - 0      | 東奥義塾（青森） |
| 1962年（第44回大会） | 青森一（青森）       | 2 - 1      | 福岡（岩手）     |
| 1964年（第46回大会） | 花巻商（岩手）       | 4 - 0      | 東奥義塾（青森） |
| 1965年（第47回大会） | 八戸（青森）         | 4 - 3      | 八戸工（青森）   |
| 1966年（第48回大会） | 花巻北（岩手）       | 3 - 2      | 久慈（岩手）     |
| 1967年（第49回大会） | 東奥義塾（青森）     | 8 - 1      | 八戸工（青森）   |
| 1969年（第51回大会） | 三沢（青森）         | 3 - 1      | 弘前実（青森）   |
| 1970年（第52回大会） | 五所川原農林（青森） | 3 - 2      | 黒沢尻工（岩手） |
| 1971年（第53回大会） | 花巻北（岩手）       | 5 - 4      | 弘前（青森）     |
| 1972年（第54回大会） | 宮古水産（岩手）     | 2 - 0      | 弘前（青森）     |